# سویبرسدورف
سویبرسدورف (به آلمانی: Seubersdorf in der Oberpfalz) یک شهر در آلمان است که در نویمارکت واقع شده‌است. سویبرسدورف ۵٬۰۸۷ نفر جمعیت دارد.

## خواهرخوانده
شهر کیرشدورف آن در کرمس خواهرخواندهٔ سویبرسدورف هست.